# Пирофосфат циркония(IV)
Пирофосфат циркония(IV) (цирконий пирофосфорнокислый) — неорганическое соединение, соль пирофосфорной кислоты и металла циркония. Представляет собой белые кристаллы, не растворимые в воде.

## Получение
- Прокаливание оксидигидроортофосфата циркония(IV) при температуре 1000 °C[1]:

{\displaystyle {\ce {ZrO(H2PO4)2 ->[t] ZrP2O7 + 2H2O}}}
- Осаждение раствором гидрофосфата натрия в соляной кислоте из раствора оксида-дихлорида циркония. При этом образуется пентагидрат, обезвоживанием которого при 700—1000 °C можно получить безводный пирофосфат[1]:

{\displaystyle {\ce {ZrOCl2 + 2Na2HPO4 + 2HCl + 5H2O -> ZrP2O7*5H2O + 4NaCl + 2H2O}}}
{\displaystyle {\ce {ZrP2O7*5H2O ->[t] ZrP2O7 + 5H2O}}}

## Физические свойства
Пирофосфат циркония(IV) представляет собой белые кристаллы кубической сингонии, структура типа Zr2P2O7. Параметр решётки a = 0,822 нм. Пространственная группа {\displaystyle Pa3}.
Не растворим в воде. Растворим в плавиковой, щавелевой, ортофосфорной и концентрированной серной кислотах. Обладает ионообменными свойствами.

## Химические свойства
- Пентагидрат при температуре 1500—1600 °C превращается в Zr2P2O9:

{\displaystyle {\ce {2ZrP2O7*5H2O ->[t] Zr2P2O9 + 2H3PO4 + 7H2O}}}
- Реагирует с хлоридами кальция и магния, образуя хлорид циркония(IV), что используется для синтеза данного соединения[4]:

{\displaystyle {\ce {ZrP2O7 + 2CaCl2 -> ZrCl4 + Ca2P2O7}}}

## Применение
Является малоинерционным люминофором с излучением в УФ-области спектра. Длительность его послесвечения составляет ~10−6 с, а свечение затухает по экспоненциальному закону. Пирофосфат циркония(IV) довольно химически стоек и стабилен при действии электронного пучка, что даёт возможность его использования в качестве люминофора на практике.
За счёт своей малой растворимости в воде используется в качестве сорбента, к примеру, для отделения плутония от урана и других актиноидов.
Используется в одном из наиболее широко применяемых гравиметрических методов определения циркония. Так, при осаждении из кислого раствора ионов циркония фосфатом щелочного металла или аммония выпадает белый фосфат циркония. При температуре 700 °C он частично обезвоживается, а при 1000 °C окончательно превращается в безводный пирофосфат. По массе пирофосфата рассчитывают изначальное количество ионов циркония в растворе.
Также является катализатором некоторых реакций. К примеру, с добавкой триэтилалюминия катализирует полимеризацию окиси этилена в полиоксиэтилен. Применение пирофосфата циркония в катализе также возможно в виде носителя других катализаторов. Например, на него наносится палладий, который используется для каталитического окисления фосфора и воды до ортофосфорной кислоты.